# Enlightenment Intensive
Enlightenment Intensive, auch Sag mir wer du bist, ist eine kontemplative Form der Selbsterfahrung und der Suche nach „Wahrheit“, die 1968 von Charles Berner entwickelt wurde.

## Sag mir wer Du bist
Die Teilnehmer stellen sich der Frage „Sag mir, wer Du bist“.
Während dieser Suche nach ihrer inneren Wahrheit beschäftigen sie sich mit den vier grundlegenden Fragen:
Wer bin ich?
Was bin ich?
Was ist Leben?
Was ist ein Anderer?
Ziel ist es, eine unmittelbare Seins-Erfahrung zu machen, jenseits des verstandesmäßigen Begreifens, also das zu erfahren, was hinter den Bildern ist, die Menschen sich über sich selbst machen oder die ihnen Dritte vermitteln. Erreicht werden soll das dadurch, dass zwei Menschen miteinander in unmittelbaren Kontakt gehen, und in der direkten aufrichtigen Kommunikation, indem sie sich selbst immer wieder hinterfragen, einander und sich selbst forschend Einblick gewähren in das, was sie wirklich sind.
Die Methode gründet auf der Theorie, dass das wahre Selbst hinter gelernten Ideologien, Rollen und Bildern verborgen ist, und dass diese erst aufgelöst werden müssen, bevor das wahre Selbst zugänglich und erkannt wird. Denn erst dann werde eine direkte Begegnung von einem wahren Selbst zu einem anderen wahren Selbst möglich.

## Methode
Kern der Methode ist die dyadische Begegnung.
Der Begriff Dyade leitet sich her aus dem Griechischen und bedeutet „Zweiheit“.
In der von Charles Berner entwickelten Methode der kontemplativen Kommunikation beinhaltet eine Dyade bestimmte Regeln, die in der Kommunikation eingehalten werden. Dazu gehört vor allem das aufmerksame Zuhören, ohne zu werten und ohne zu unterbrechen. Je zwei Teilnehmer sitzen sich gegenüber, meist in größeren Gruppen in einer langen Reihe. Einer fragt seinen Partner: „Sag mir wer Du bist“. Der Partner antwortet mit immer mit den gleichen Worten beginnenden Sätzen: „Ich bin jemand, der ...“ und beendet diesen Satz mit einer Aussage über sich selbst. In pausenloser Folge spricht er immer neue Sätze mit immer neuen Aussagen und Erkenntnissen über das, was er glaubt zu sein. Der Fragende hört aufmerksam zu, ohne aber selbst etwas zu sagen. Nur wenn der Antwortende eine größere Pause macht, sozusagen nachdenklich in sich selbst versinkt und nicht mehr weiterspricht, holt er ihn aus dieser Versunkenheit durch die Wiederholung der Frage: „Sag mir wer Du bist“.
Nach fünf Minuten erklingt eine Glocke, und der Zuhörer bedankt sich beim Sprecher: „Ich danke Dir“. Dann werden die Rollen gewechselt. Alle fünf Minuten erklingt die Glocke, insgesamt acht Glockenschläge in einer Sprechsequenz, jeder spricht viermal. Eine ganze Sprechsequenz dauert 45 Minuten. Anschließend wird der Partner gewechselt.
Der Tag ist von morgens um 06:00 Uhr bis 24:00 Uhr streng und ohne Pause strukturiert. Er beginnt meistens mit einer kurzen Einführung des Lehrers. Die Sprechsequenzen werden nur durch kurze Toiletten-Pausen (fünf Minuten), die schweigend verbracht werden, und durch sechs kurze und einfache Mahlzeiten unterbrochen. Die Sitzungen werden ergänzt durch Gehmeditation, Sitzmeditation und Atemübungen. Ein Enlightenment Intensive dauert insgesamt 10 bis 14 Tage.
Diese ritualisierte Form und strenge Regeln (Pünktlichkeit, kein Sprechen, Alkohol, Rauchen, Berühren und kein Sex) dienen dazu, alle Ablenkungen zu vermeiden, damit sich die Teilnehmer voll auf die grundsätzliche Frage konzentrieren, und die dabei auftauchenden Antworten in einer bewussten kontemplativen Haltung wahrnehmen und entwickeln können. Mit jeder Sprechsequenz tauchen die Teilnehmer tiefer in ihre Selbstwahrnehmung ein.
Das Enlightenment Intensive enthält und vermittelt keine religiöse oder spirituelle Lehre. Es lässt dem Teilnehmer völlige Freiheit zur eigenen Selbsterfahrung. Es gibt auch verkürzte Formen. Drei Tage werden von Berner aber als Minimum empfohlen. Auch die Sprechsequenzen werden manchmal verkürzt. Angelehnt an die Methode werden in Selbsterfahrungskursen manchmal veränderte Fragen eingesetzt (Was ist dir wichtig im Leben, was ist deine wertvollste Erfahrung, deine schönste Begegnung etc.), was aber dann zu anderen Ergebnissen führt.

## Wirkungen
Teilnehmer berichten, dass sie dabei folgende Stufen erfahren und innerlich durchschreiten:
1. Auflösung der Identifikation mit äußeren Rollen („Ich bin Vater, Mutter, Nachbar usw.“)
2. Auflösung eingrenzender intellektueller und philosophischer Vorstellungen
3. körperliche und/oder psychische Erfahrungen
4. Leere
5. Emotionen (Wut, Angst, Schmerz, Trauer, Freude)

Einige berichten von anschließenden spirituellen Erfahrungen, von Energieschüben, Flow und Begeisterung, von einem Gefühl, so etwas wie „Wahrheit“ oder Satori zu erleben, in unmittelbarem Kontakt mit sich selbst und dem Gegenüber zu sein.

## Geschichte / Charles Berner
Enlightenment Intensive wurde in den 1960er Jahren von Charles Berner entwickelt. Berner (* 1929, † 2007) war ein kalifornischer Kommunikationswissenschaftler. 1974 begegnete er dem indischen Yogi Swami Kripalu († 1984), wurde dessen Schüler und erhielt den spirituellen Namen Yogeshwar Muni. Er kombinierte dessen Lehren mit westlichen Erkenntnissen. Aus dieser Begegnung entstand auch das Holistic Yoga. 1968 führte Berner das erste Seminar mit Enlightenment Intensive durch. Im Ashram von Bhagwan Shree Rajneesh (heute Osho) in Poona gehörte Enlightenment Intensive zu den wichtigen Therapie-Angeboten. Später wurden viele Lehrer für diese Methode ausgebildet. In den 1980er Jahren waren solche Seminare vor allem in den USA und in Europa verbreitet. 1994 wurde an der Humboldt-Universität in Berlin ein 14-tägiges Enlightenment Intensive durchgeführt. Heute werden lange Seminare nur noch selten angeboten. Berner starb 2007 in Merimbula, New South Wales, Australien.